# Crestwood Village
Crestwood Village is een plaats (census-designated place) in de Amerikaanse staat New Jersey, en valt bestuurlijk gezien onder Ocean County. De plaats maakt deel uit van township Manchester.

## Demografie
Bij de volkstelling in 2000 werd het aantal inwoners vastgesteld op 8392.

## Geografie
Volgens het United States Census Bureau beslaat de plaats een oppervlakte van
11,5 km², waarvan 11,4 km² land en 0,1 km² water.

## Plaatsen in de nabije omgeving
De onderstaande figuur toont nabijgelegen plaatsen in een straal van 12 km rond Crestwood Village.